# Esteráza
Esterázy jsou enzymy, patřící mezi hydrolázy, které hydrolyzují estery na kyseliny (většinou karboxylové) a alkoholy.
Esterázy se dělí do mnoha skupin, podle substrátů, struktury a biologické funkce.

## Rozdělení
- EC 3.1.1: Karboxylesterhydrolázy
  - Acetylesterázy (EC 3.1.1.6), odštěpují acetylové funkční skupiny
    - Cholinesterázy
      - Acetylcholinesteráza, deaktivuje neurotransmiter acetylcholin
      - Butyrylcholinesteráza, široké rozpětí substrátů, vyskytuje se v krevní plazmě a v játrech

  - Pektinesteráza (EC 3.1.1.11)
- EC 3.1.2: Thiolesterhydrolázy
  - Thioesteráza
    - Ubikvitinkarboxylkoncová hydroláza L1
- EC 3.1.3: Fosfomonoesterázy
  - Fosfatázy (EC 3.1.3.x), hydrolyzují monoestery kyseliny fosforečné na fosforečnanové ionty a alkoholy
    - Alkalické fosfatázy, odstraňují fosforečnanové skupiny z mnoha různých molekul, jako jsou nukleotidy, bílkoviny a alkaloidy.
    - Fosfodiesterázy (PDE), deaktivují cyklický adenosinmonofosfát sloužící jako druhý posel
      - cGMP-specifická fosfodiesteráza typu 5, inhibuje ji sildenafil (Viagra)

  - Fruktóza 1,6-bisfosfatáza (3.1.3.11), při glukoneogenezi přeměňuje fruktóza-1,6-bisfosfát na fruktóza-6-fosfát
- EC 3.1.4: Fosfodiesterázy
- EC 3.1.5: Trifosfomonoesterázy
- EC 3.1.6: Sulfatázy
- EC 3.1.7: Difosfomonoesterázy
- EC 3.1.8: Fosfotriesterázy
- Exonukleázy (deoxyribonukleázy a ribonukleázy)
  - EC 3.1.11: Exodeoxyribonukleázy, vytváří 5'-fosfomonoestery
  - EC 3.1.13: Exoribonukleázy vytváří 5'-fosfomonoestery
  - EC 3.1.14: Exoribonukleázy vytváří 3'-fosfomonoestery
  - EC 3.1.15: Exonukleázy - mohou mít ribo- i deoxy-substráty
- Endonukleázy (deoxyribonukleázy a ribonukleázy)
  - Endodeoxyribonukleázy
  - Endoribonukleázy